# Робертсон-Смит, Уильям
Уильям Робертсон-Смит (8 ноября 1846, Абердиншир, Шотландия — 31 марта 1894, Кембридж, Англия) — британский шотландский востоковед, филолог, библеист, исследователь Ветхого Завета. Редактор Энциклопедии Британника и автор статей в Энциклопедии Библика. Профессор теологии и клирик Свободной церкви Шотландии. Внёс значительный вклад в соединение традиционного филологического изучения Библии с новыми достижениями антропологии.

## Биография
Родился 8 ноября 1846 года в Абердиншире.
В 15 лет поступил в Абердинский университет, откуда в 1866 году перевёлся в Нью-колледж Эдинбургского университета с целью стать клириком.
В 1870 году после окончания обучения он пришёл работать на кафедру гебраистики Крист-колледжа.
В 1875 году он написал значительное число статей религиозной тематики в девятом издании Энциклопедии Британника. В это же время приобрёл большую известного из-за судебного разбирательства, где он обвинялся в пропаганде ереси в своих статьях в энциклопедии, поскольку критически подходил к Библии как к источнику, что стоило ему в 1881 году преподавательского места в Крист-колледже.
После ухода из Крист-колледжа, стал доцентом (англ. Reader) арабистики в Кембриджском университете, пройдя путь до университетского библиотекаря, профессора арабистики и научного сотрудника в Колледже Христа.
В 1881 году выходит трактат «Ветхий Завет в иудейской церкви» (англ. The Old Testament in the Jewish Church), а в 1882 году — «Пророки Израиля» (англ. The Prophets of Israel).
В 1887 году Робертсон-Смит становится издателем Британники вместо умершего Томаса Бейниса.
В 1889 годы вышел главный труд Робертсона-Смита «Религия семитов» (англ. Religion of the Semites), где впервые представлено обобщённое описание иудейской религии с применением метода социологического анализа феномена религии.
В 1889—1894 годах Робертсон-Смит занимал кафедру Адамсовского профессора арабского языка в Кембриджском университете.
Скончался 31 марта 1894 года от туберкулёза.

## Научный подход
Его взгляды на исторический метод библейской критики можно представить следующим образом:

Древние книги дошли до нас сквозь пелену тысячелетий, до того как изобретение печати предотвратило многие несуразности. Некоторые из них сохранились лишь в негодных списках, записанных рукой писца из невежественных веков. Другие были искажены издателями, которые внесли в подлинный текст чужеродное. Очень часто необходимая книга выпадает из поля зрения на долгие годы, и когда обнаруживается, то всё её подлинное содержание теряется; а у старинных книг обычно отсутствуют титульные листы и предисловия. И когда этот безымянный свиток снова попадал в оборот, то некий малосведущий читатель или переписчик был не прочь дать ему своё название, которое затем передавалось из поколения в поколение, как будто таким было изначально. Или же точный смысл и содержание книги часто становится непонятным по прошествии столетий, что ведёт к неправильным истолкованиям. Повторюсь, античность оставила нам множество рукописей с явными признаки подделки, как некоторые из апокрифов, или Сивиллины предсказания, или письма Фалариса, ставшие предметом знаменитого критического очерка Бентли. Во всех описанных случаях историческая критика должна изживать косные взгляды во имя торжества истины. Она должна пересмотреть сомнительные заголовки, вычистить вставки, изобличить подделки; но она должна провозглашать лишь истину, показывать правдивое лицо древности таким, какое оно есть. Книга действительно древняя и действительно ценная не боится критики, которая лишь даст ей оценку по совести и утвердит ее авторитет на более прочном основании. Оригинальный текст (англ.)Ancient books coming down to us from a period many centuries before the invention of printing have necessarily undergone many vicissitudes. Some of them are preserved only in imperfect copies made by an ignorant scribe of the dark ages. Others have been disfigured by editors, who mixed up foreign matter with the original text. Very often an important book fell altogether out of sight for a long time, and when it came to light again all knowledge of its origin was gone; for old books did not generally have title-pages and prefaces. And, when such a nameless roll was again brought into notice, some half-informed reader or transcriber was not unlikely to give it a new title of his own devising, which was handed down thereafter as if it had been original. Or again, the true meaning and purpose of a book often became obscure in the lapse of centuries, and led to false interpretations. Once more, antiquity has handed down to us many writings which are sheer forgeries, like some of the Apocryphal books, or the Sibylline oracles, or those famous Epistles of Phalaris which formed the subject of Bentley's great critical essay. In all such cases the historical critic must destroy the received view, in order to establish the truth. He must review doubtful titles, purge out interpolations, expose forgeries; but he does so only to manifest the truth, and exhibit the genuine remains of antiquity in their real character. A book that is really old and really valuable has nothing to fear from the critic, whose labours can only put its worth in a clearer light, and establish its authority on a surer basis.

## Научные труды
- 1889 — Лекции по религии семитов (Lectures on the Religion of the Semites).